# 鍛冶屋ではじめる異世界スローライフ
『鍛冶屋ではじめる異世界スローライフ』（かじやではじめるいせかいスローライフ）は、たままるによる日本のライトノベル。元となるオンライン小説は2018年9月22日からカクヨム、同年12月18日から小説家になろうにおいてそれぞれ連載されている。当初は『彼は鍛冶屋で異世界を平穏に暮らしたい』というタイトルであったが、2019年の第4回カクヨムWeb小説コンテストにおいて異世界ファンタジー部門大賞を受賞、書籍化決定に伴い現タイトルに改名された。書籍版はカドカワBOOKS（KADOKAWA）より2019年12月10日から刊行されている。書籍版のイラストはキンタが担当。
メディアミックスとして、日森よしのによるコミカライズがウェブコミック配信サイト『WEBデンプレコミック』にて2020年7月から連載されている。
事故死した主人公が、謎の存在によって異世界へ転移し、そこで鍛冶屋として新たな人生を送るという内容の一人称小説。本人はまったりとしたスローライフを望んでいたが、ずば抜けた鍛冶技術の持ち主となったために国家レベルの様々なトラブルに巻き込まれ、それでも何とか解決して平穏な“いつも”に戻っていく。
2024年12月時点で電子版を含めたシリーズ累計部数は150万部を突破している。

## あらすじ
ブラック企業で長年働き続け、天涯孤独の独身のままアラフォーになった男性・但箭 英造（たんや エイゾウ）。いつものごとく残業を終えて帰宅の途中、車道で固まっている白い猫と、それに迫る大型トラックに気づく。猫好きの英造は思わず車道へ飛び出して猫を車道外へ放り出し助けるが、自らはトラックに轢かれてしまう。
真っ白な空間で気づく英造。若い女性の声が話しかけて来る。その声は、自身が「世界を見張るもの（ウォッチドッグ）」という存在で、英造が死亡したこと、その直前に英造が助けた猫は自分だったと語る。
そして、自分のドジで英造が死んだこと、本来死ぬべきではないタイミングで英造が死亡したことでこの世界に“穴”が空き、それをふさぐ必要があること、だが英造の死をウォッチドッグの自分が“観てしまった”ためになかったことにはできないことを説明し、穴をふさぐために他の世界で英造と似た状況になった魂を代わりに入れ、英造にはその魂の代わりにその世界で生きてもらいたい、と話す。さらに、英造がどのような世界に行きたいか、そこで何をやりたいかといった要望を聞き、それに合わせた「優遇（チート）」を与えると言う。英造は「物作りで自活、具体的には刀鍛冶がいい。そして、できれば猫を飼って暮らしたい」と希望を出す。それを了解したウォッチドッグにより、英造は異世界へと送られる。
田舎村の鍛冶屋といった体で農具や鍋釜、たまに刀なんかを打ってのんびりスローライフを送れると思っていた英造だが、気がついたのは人の気配のない深い森の中。起き上がろうとした時、英造は激しい頭痛と、全身に何かが大量に流れ込むのを感じる。異変が収まった時、英造は脳と身体に新しい知識と覚えのない経験が追加されているのに気づき、それがウォッチドッグにより与えられた優遇（チート）だと理解する。
立ち上がった英造は、目の前に一軒の家があることに気づく。これもウォッチドッグが用意したもので、そこには最低限生活できる設備と当面の食料、そして十分な設備と材料を整えた鍛冶工房があった。
英造は、森の中の一軒家で“鍛冶職人・エイゾウ”として新たな人生を始めるのであった。
連載の周年記念や単行本発売記念で、特別編や番外編が挿入されることがある。これらはいわゆるifストーリーで、本編と直接の関係はなくエイゾウが見た夢という設定のことが多い。たいてい、家族の動物たちが人間（クルル・ルーシー・マリベル）やリザードマン（ハヤテ）の少女の姿で登場する。

## 登場人物

### 黒の森の住人

#### エイゾウ一家
転生したエイゾウが住む家で、同居生活を営む面々。なぜか、エイゾウ以外は（動物を含め）全員が女性。
クルルの家族入り以後、動物たち（精霊のマリベルを含む）が娘、エイゾウはパパ、女性陣はママたちとなっている。
動物以外の面々は、エイゾウから特注モデル相当のナイフを渡されている。試作品を欲しがったサーミャに、また鍛冶職人の目標としてリケに渡したのが慣習化したものだが、これにはふだん使いや護身用という実用的な目的のほか、エイゾウ一家の家族の証という意味もある。そのため、家族は全員がナイフを常に携帯している。エイゾウからナイフを渡され、個室をもらうことで、名実ともに家族の仲間入りとなる。
エイゾウ以外の家族は、程度の差はあるものの全員がエイゾウに対して恋心や強い好意を抱いているが、エイゾウに子孫を残す気がないため誰とも深い仲にはならず、結果として家族仲は極めて良好。
黒の森の主であるリュイサから黒の森の最強戦力に認定され、さらに森に発生した魔物の討伐を成功させたことで、当時まだいなかったハヤテとマリベルを除く全員が“黒の守り人”の称号を授与されている。
「声」は、ボイスドラマの担当声優。
エイゾウ・タンヤ
本作の主人公の男性。エイゾウ一家の家長にして、エイゾウ工房の工房主。肉体年齢は30歳ぐらい。転生時に与えられた優遇（チート）により、極めて高いレベルの鍛冶の腕前を持つ。ほかにも歴戦の傭兵と対等に渡り合える剣術、大きな熊を倒せる戦闘力、他人を魅了する料理、かなりの重傷でも治療できる医術、着火や弱い風を起こせる程度の初歩の魔法などの能力を持つ。
この世界での自分は“客人”と思っており、子孫を残したいとは考えていない。そのため、女性の同居者が増えても誰とも肉体関係を持っていない。さらに転生前からの朴念仁で、サーミャやディアナ、ヘレンなどから寄せられる恋心には、まったく気づいていない。
転生後は「北方からやって来て黒の森に住み着いた、訳ありの偏屈で頑固な鍛冶職人」という人物を演じている。「タンヤ」は家名となり、貴族など特別な階級と見られるため、聞かれない限り「エイゾウ」とだけ名乗っている。
前世でかなわなかった「家族を持つ」ことが、サーミャやリケなどとの同居・協働という形で実現し、同居人たちを家族として大切に考えている。「おはよう」や「行ってらっしゃい」などの挨拶を欠かさず、家族のためなら海千山千の上級貴族や帝国皇帝とも対等に渡り合う胆力を備えている。
家族との何事もない日々の生活である“いつも”を非常に重視していて、それを守るためには全力を尽くす。
朝は誰よりも早く起き、運動を兼ねてクルルやルーシーとともに湖へ水汲みに行き、その後は朝食の準備をするが、朝食だけでなく一家の食事づくりを一手に担っている。自宅での毎食の準備はもちろん、狩りや採集に行くチームには必ず全員分の昼食用の弁当（煮込んだ猪肉を無発酵パンで挟んだ、角煮バーガーのようなもの）を用意して持たせ、これはサーミャの大好物。
護身用としてふだん使いもする特注モデル相当のナイフのほか、当初は特注品の性能確認に使った汎用モデルのショートソードを打ち直したもの（家族共用）を使っていたが、後に自分専用としてアポイタカラを使って打った刀を佩くようになった。この刀には、アポイタカラの青い光を放つ刀身から「薄氷（うすごおり）」の号がつけられている。
鍛冶屋を始めた頃は自分が作った刃物で誰かが傷ついたり亡くなることについて悩んでいたが、リケやディアナから「それは刃物の使い手が気にすることで、作り手である鍛冶屋が気にすることじゃない」と言われ、「工房の製品で誰かが傷つくことがある、ということを忘れてはいけないが、それで自分が悩むのは違う」と理解し、自らの葛藤に折り合いをつけた。
鍛冶の技術については、その的確さをリケから「鉄（鋼、素材）の声が聞こえているかのよう」と評されているが、それはリケが知らない優遇（チート）によるものであり努力の結果身についたものではないので、エイゾウ自身はやや複雑な思いを感じている。
チャレンジャー精神があり、希少金属など加工が困難な“歯ごたえのある”素材を扱う時は、加工のための試行錯誤や、鋼の数倍の手間を要する作業を楽しみながら行う。
優遇（チート）や前世の知識による技術で必要以上に金儲けすることには気が引けていて、つい無償や大幅値引き・相手の言い値などにしようとして、特にリケやディアナ・アンネ、また取引先商人のカミロからさえも、いつも「仕事に見合った、正当な報酬を受け取らないといけない」と言われている。
代価を払って購入したクルルを含め、家族はすべて「預かっているだけ」という認識で、本人が自らの意志で家を離れたいと望むのならそれを尊重し、誰に対しても引き止める気は一切ない。
王国と帝国の関係改善に多大な貢献をした報酬として、王国の紋章と帝国皇帝の紋章が入った特別の通行証を与えられている。これにより、王国と帝国の国境や、王国・帝国の都やすべての街や村には検問待ちの列に並ぶことなく、最優先かつノーチェックで出入り自由となっている。
前世の強面を少し受け継いでおり、笑顔が苦手。無理に作り笑いをすると変顔になり、よくサーミャに笑われる。
ネーミングセンスは皆無。また、褒められると機嫌がよくなり、つい頼みごとを受けてしまう「チョロい」ところもある。
釣りは、嫌いではないが苦手。休日に家族で森の川へ行って釣りをすると、釣果はボウズか釣れても1匹で、腕前は最下位。
但箭 英造（たんや えいぞう）
エイゾウの前世で、ブラック企業に勤めるサラリーマン。天涯孤独で、白髪が目立つ40代の独身男性。職業はプログラマー。「見た目はヤクザ」と言われるほどの強面だが、その外見とは裏腹に可愛いものが好きで、特に猫が大好き。
35連勤をするほど仕事に追われ、ほぼ毎日遅くまで残業を続けていたが、ある日の帰路にトラックに轢かれそうになっていた猫を助けて、自身は命を落とす。救った猫は、実はウォッチドッグの仮の姿で、英造は他の世界の似たような存在と入れ替わる形で、残りの人生を生きることになる。
転生にあたり、「鍛冶職人になりたい」と「猫を飼って暮らしたい」との希望を出した。
姓の「但箭」は、「鍛冶」の別読みに漢字を当てたもの。

サーミャ
声：小松未可子
虎の獣人の女性。エイゾウと出会った時の年齢は5歳だが、人間換算では25歳ぐらいに相当する。
転生当日のエイゾウが新たな自宅の周辺調査と水源確保のため周囲の森を歩き回っていた時に、湖のほとりで瀕死の状態で倒れていたところを発見される。大黒熊に襲われた直後で左脇腹に深傷を負っていたが、エイゾウの自宅に担ぎ込まれ、傷の手当てを受けて一命を取り留める。
翌朝に意識を取り戻し、エイゾウに下心がないことを確かめた後は「狩りができる程度に回復するまでの同居」というエイゾウの提案を受け入れて、エイゾウとの同居生活を始める。回復後は自ら同居の継続を望み、エイゾウも快諾したので、エイゾウ一家の初メンバーとなる。
黒の森の生まれ育ちで、狩りや採集が得意。元々は黒の森の北部や西部を生活の場にしていたが、森の北部で見つけた大物の獲物を追って東部まで足を伸ばした時に大黒熊に襲われて、エイゾウと出会うことになった。
匂いで嘘を見破る、危険を察知する、人間を超える体力や戦闘力、鋭敏な嗅覚や聴覚などの能力を持つ。武器は一通り使いこなせるが、特に弓矢が得意。
サーミャという名は「可愛くて好きじゃない」ものだったが、エイゾウから「似合っている」「家族がくれたものだ（から大切にし）ろ」と言われ、改めて受け入れている。一人称は「アタシ」。
エイゾウ一家の食材確保（森での狩りや採集）、街への往復時の護衛、さらには鍛冶の手伝い、家の増築作業、畑仕事など、エイゾウ一家に積極的に貢献している。鍛冶では粘土を使った鋳型造り、注湯、型抜き後のバリ取りといった鋳造作業も行い、エイゾウやリケは仕上げる（細かい成形・魔力込め・焼き入れ・磨き・研ぎ）だけになっている。バリ取りまでの作業は、指導できるレベルに達している。さらに板金作りで槌の扱いに慣れた後、リケに教わりながらナイフの製作に挑戦、汎用モデルとして販売できる品質のナイフを作れるまでになっている。
家に家族がいて、出かける時には見送られ、帰った時には迎えられるということを特に大切にしていて、「行ってきます」と「ただいま」の挨拶を欠かさない。これは、リケ以降の家族にも波及し、エイゾウ一家の大切な習慣となっている。
エイゾウには命を救われ、安心して暮らせる場所をもらえた恩と、自分より強いことや知識や技術が豊富なことに対する尊敬などの気持ちを抱き、それはいつしか淡い恋心になっている。そのため、エイゾウを失うことを極端なまでに恐れるようになり、エイゾウが大黒熊の退治で負傷して戻った時や、魔物討伐に呼ばれて10日ほど留守にして帰った時などは、無言でエイゾウに強く抱きつき全身で無事を喜んだ。
エイゾウは、転生時に願った「猫を飼いたい」との希望がサーミャとの同居なのでは、と思っている。
喜怒哀楽をストレートに表現することが多く、しばしばリケやディアナらに「行儀が悪い」「はしたない」と注意されている。サーミャ自身も作法に欠けているという自覚はあり、マリウスの結婚式に家族全員が招かれた時にはエイゾウに恥をかかせないようにと留守番を申し出たが、ディアナやアンネがいるしエイムール家なら多少の不作法は見逃してくれるからと、留守番の申し出は却下された。
リケ
声：内田彩
一流の鍛冶師を目指す、志の高いドワーフの少女。エイゾウ工房初の弟子。年齢不詳だが、顔立ちに身長も相まって幼い印象がある。浅黒い肌にライムグリーンの瞳。髪は櫛が壊れるほどの剛毛の癖毛で、ふだんは生活や作業の邪魔にならない程度にまとめただけの髪型。自分の髪でのおしゃれが難しいので、毎朝の身づくろいでは他の女性陣の髪すきや髪結いを手伝う。気配りができる性格で、特注品の製作依頼で来訪・滞在する客の応対や、新たに家族になる者が一家になじめるようにする世話などを率先して行い、一家の“お姉ちゃん”的な立ち位置になっている。建設作業でも経験を活かして現場監督的な立場に就き、的確に作業の指示を行う。さらに、エイゾウが都へ行く等で留守の間の食事の準備も、中心になって行う。
ドワーフらしく小柄だが力持ちで、鍛冶以外に建築の技術も持ち、家事も一通りこなせる。アルコールには強く、通常はエールやワインを楽しむ場面でも、火酒（ブランデー）をジョッキで飲む。
ドワーフの鍛冶職人の慣習に従い、生まれ育った工房を出て弟2人とともに弟子入りして修行する工房を探す旅を続けていたが、街の居酒屋で衛兵が持っていたナイフ（エイゾウ作）を目にし、数日後に自由市に来たエイゾウと会って最上級のロングソードを見せてもらい、その場で弟子入りを決意して出店の前で土下座しエイゾウに弟子入りを志願した。エイゾウを待つため弟たちをすでに旅立たせていて、エイゾウが弟子入りを断ると女性1人で旅を続けることになる（野盗・悪漢・野獣などの危険あり）ので、エイゾウは人道的見地から渋々ながら弟子入りを認めることになった。弟子入りしてエイゾウ一家の一員となってからは、修行を兼ねた鍛冶の手伝いのほか、家の増築、洗濯などの家事、街への往復時の荷物持ちや荷車の後押し、クルルが来てからは御者として、エイゾウをサポートする。
狩りの獲物回収では斧を持って参加し、エイゾウたちが湖から獲物を引き上げる間に木を1本切り倒して、運搬用の橇を作る。獲物を橇に載せてからはロープでの固定と、エイゾウ宅までの牽き役の手伝いをする。
種族的に斧が似合う（とエイゾウは思っている）が、戦闘力に欠けるため魔物討伐などの戦闘時は後方に下げることになり、接近戦向きの斧では戦力にならないので、エイゾウは後方から使える特製のクロスボウを作成し、街への往復などで携行するようになっている。ヘレンが家族になってからはナイフを使った護身術を習い、ちょっとした盗賊程度なら撃退できる程度の戦闘力を身につけている。
出身はモリッツ工房で、本来の名はリケ・モリッツ。鍛冶の師匠であるエイゾウの鍛冶技術や人柄を心から尊敬していて、高い技術を学べるエイゾウ工房の一員であることを誇りに思い、ドワーフの流儀でリケ・エイゾウと名乗る。工房の製品や師匠のエイゾウが賞賛されると、自分のことのように胸を張る。鍛冶作業自体はもちろん、その材料や製品にもオタクレベルの強い興味・関心を示し、エイゾウが希少金属を扱う時、通常とは違う特注品や新たな武器・防具を打つ時は目を輝かせ、実際に特注モデルの完成品を目にすると恍惚の表情になる。
対等な家族どうしとして互いに名前呼びを望むエイゾウに対しては、「敬うべき工房の主に失礼」という理由で、頑なに「親方」と呼ぶ。
元々鍛冶の基礎があった上に努力家で、当初は汎用モデルにやや足りない程度だったが、1年も経たずに高級モデルのナイフや剣を素早く作れる腕前（ドワーフの鍛冶職人としては十二分）に成長した。アンネには「エイゾウの代わりに帝国に連れ帰ったら、お父様（帝国皇帝）が喜ぶ」とまで高く評価されている。エイゾウは、これならいつモリッツ工房に帰ってもいいと考えているが、リケ自身は「親方からは、まだ学ぶべきことがある」と、エイゾウ工房を離れる気はまったくない。
エイゾウに聞かれて、ドワーフの仕事歌を披露したことがある。仕事歌はリズミカルなので、工房では剣や農具などの量産作業の時に歌うことが多い。
エイゾウに対するサーミャ・ヘレンの恋心とディアナが抱く好意はよく知っており、それぞれ邪魔をしないように見守っているが、リケ自身もエイゾウに対する敬意が次第に好意に変わっていて、ヘレン救出作戦の際にエイゾウとヘレンが夫婦を演じたと聞いた時にはリディともども落ち着かない様子を見せた。
素質があったのか、リディのレクチャーにより魔力の流れを視ることができるようになりつつある。
ディアナ・レオナ・エイムール
声：明坂聡美
エイムール伯マリウスの実妹。先代エイムール伯爵の長女（末子）で、マリウスの兄弟姉妹の中では紅一点。見た目は末兄マリウスと同じ金髪碧眼（原作小説の記述では、瞳はアンバー）で、貴族のお嬢様らしい上品な雰囲気の美女。
次兄カレルによるお家騒動に巻き込まれて命の危機に陥ったため、マリウスによりエイゾウに預けられることになる。本来ならマリウスがカミロに宛てた手紙によりカミロからエイゾウを紹介されるはずだったが、単身でカミロの店に行く途中で追っ手に見つかり剣を交えていたところ、たまたま街からの帰路だったエイゾウ一行に助けられ、そのままエイゾウ宅に身を寄せることになった。
伯爵令嬢ながらも武家の育ちなので剣術を学び、「剣技場の薔薇」の異名を持つほどの剣の使い手。追っ手から助けられた時のエイゾウの剣さばきからエイゾウに手合わせを求め、エイゾウから「（ヘレンと同じ）戦闘民族か」と思われた。後に、エイゾウが雷剣ことヘレンと15分も打ち合ったことや、さらにはその時のヘレンが二刀流であったことを聞いて驚愕、「上には上がいる」ことを痛感した。
エイゾウとの手合わせで敗退した後、土下座して（剣術の）弟子入りを志願する。エイゾウは「1日1回、鍛冶作業の後で手合わせだけ、教え方はわからないから見て学べ。あと師匠呼びは禁止」との条件で弟子入りを承諾する。
元々剣技を身につけるほどのお転婆で、エイゾウ宅では鍛冶の手伝い、狩りや採集の手伝いなど、一般的な貴族令嬢が嫌がりそうなことでも積極的に楽しみながらこなし、エイゾウ宅での生活になじんで行った。
伯爵家のお家騒動が解決し伯爵家に戻ったが、マリウスが爵位を継いだためにディアナの“価値”が爆上がりしてしまい、後々わずらわしいこと（結婚希望者が殺到する、国の要職を命じられる等）が予想されたため、それを遠ざけたいというマリウスにより、爵位継承披露の祝宴から帰るエイゾウが乗ったカミロの荷馬車に隠され（別れ際のマリウスはエイゾウに「扱いに困った、武器のようなもの」とだけ言った）、エイゾウが降りるタイミングで「来ちゃった」と姿を現して驚かせ、マリウスからの依頼の手紙もあったために断りようがないエイゾウが承諾したことで引き続きエイゾウ宅での生活を続けることになり、正式にエイゾウ一家のメンバーとなった。これは、もちろんエイゾウに好意を抱くディアナ本人の希望でもあった。
マリウスからエイゾウには、正式に「好きにして構わない」との許可が出ているが、ディアナに対するエイゾウの認識は「親友の妹・自分とは身分違いの貴族の令嬢・そもそもお預かりしているだけ」であり、その気はまったくない。
エイゾウ一家の一員となってからは、サーミャと共に森での狩りや採集、鍛冶や建築の手伝い、リディが来てからは畑仕事もしている。可愛いものが好きでクルルやルーシーの遊び相手にもなり、毎日のように作業着で汗や泥にまみれて、伯爵家令嬢とは思えない姿を見せている。狩りでは勢子を担当して森を駆け回るため基礎体力がどんどん上がり、もちろん毎夕の剣の稽古も欠かさず、ヘレンが来てからはヘレンとの手合わせも増え、腕前を上げている。木登りが得意で高い所も平気なので、建築の手伝いでは屋根板張りなどの高所作業を担うことが多い。
王侯貴族のパーティーなどでは淑女を演じるが、その素顔はサーミャ並みに喜怒哀楽を表現する快活な性格で、エイゾウ宅では素の姿を遠慮なくさらけ出している。可愛いものを目にするとエイゾウの肩を背後から叩きまくるという、少し困った癖がある。
サーミャに剣術を伝授する代わりに弓矢の扱いを教わり、互いに戦闘スキルの幅を広げている。
リディ・ローズウォール
声：千本木彩花
エルフの女性。銀髪とサファイア色の瞳が印象的な、クール系の美女。
里の宝であるミスリルの剣が、強力な魔物を退治するため限度を超えて貯められた魔力を引き出されてバラバラに壊れ、その修復を依頼するためエイゾウ工房を訪れた。なお、1人で街道や森の中などを行く時は、“身隠しの魔法”で姿を隠し、盗賊や野獣などを回避する。
魔力に詳しく、エイゾウ宅の付近の魔力が強く森の動物が近づくことがないこと、エイゾウには「魔力の流れ」が視えていて、鍛冶作業で製品に魔力を込めることができることなどを教える。
ミスリル剣の修復中はエイゾウ宅に滞在、工房で修復作業を見守ったり、リケに魔力の流れの感覚をつかむ訓練をした。ミスリル剣の修復代として金貨数枚を支払ったが、これが多いと感じたエイゾウから金貨1枚を返され、それでエルフの里の作物の種や苗などの提供を求められた。この依頼は時間を要したが誠実に履行され、エイゾウが忘れていた頃にそこそこ大量の種子や種芋・苗などが、カミロの店を通じてエイゾウに届けられた。
住んでいたエルフの里が魔物の大群に襲われて戦力がなくなり王国に救援を求めたが、王国から派遣された魔物討伐隊に参加していたエイゾウと再会し、魔物の大ボスを共に倒して討伐を成功させる。しかし里はすでに壊滅状態だったため放棄が決まり、生き残りは別のエルフの里に移住することになったものの、魔物に詳しいリディに都の近くに居てほしいというマリウスの要望に応えるため、日常的に魔力の取り込みを必要とするエルフでも問題なく暮らせる黒の森にあるエイゾウ宅での同居が決まった。
肉食にも鉄を扱うことにも抵抗はなく、エイゾウ宅での生活に支障はない。
エイゾウ一家の一員となってからは、リケを中心に魔力に関するレクチャーと、畑で育てる作物の苗の採集、畑の管理を担当している。守り刀の鞘の着色に協力して以来、身の回りの物に色づけするようになり、染料になる草を畑で育てたり、採取・収穫した染料の素材を倉庫に保管している。それらは、帝国に渡すオリハルコン製ナイフの柄の彩色に活用された。
エイゾウからは「家族だから敬語はなしで」と言われたが、丁寧な口調が素なので会話ではですます調を貫いている。
エルフだけに見た目は華奢だが、日常的に畑作業をしているだけに体力はそれなりにある。が、弓矢以外の武器の扱いや戦闘時の身のこなしは、リケを除いた他の家族と比べると素人と大差ない。しかし、家族の間では「最も怒らせてはいけない人物」とされている。
ミスリル剣の修復や里を壊滅させた魔物の討伐に全力で協力してくれた上に、自分を家族として受け入れてくれたエイゾウには心から感謝していて、同居生活の中でそれは好意に変わっている。
ヘレン
歴戦の女傭兵。長身の美人だが、額の右側から左頬にかけて顔の中央に大きな刀傷の痕がある。両手に1本ずつショートソードを持つ二刀流。剣さばき・身のこなしともに極めて早く、「雷剣」の二つ名で知られていた。傭兵らしく豪快な性格で、声も大きい。一人称は「アタイ」。
実はメンツェル侯爵の庶子で、実母はヘレンが生まれてすぐに亡くなり、馬具職人の夫婦に預けられて育った。ヘレン本人はこれを知らず、馬具職人が実の父と思っている。
カミロを通じてエイゾウの剣を知り、特注品の製作を依頼すべくエイゾウ工房を訪れる。エイゾウ工房にとって、初の特注品依頼客。エイゾウから「製作の参考にする」として剣技を求められ披露するものの、相手がいないと調子が出ないのでエイゾウに手合わせを求める。数本の打ち合いで終わらせるはずが、エイゾウがヘレンの剣を正面から受け止めたため火がつき、結局15分近く打ち合った。その後も手合わせを求め、その戦い好きの性格からエイゾウに「戦闘民族」の印象を持たれることになった。
エイゾウが打った特注品のショートソード2本には、「雷剣」の二つ名に合わせて、刀身に稲妻の模様が彫られた。
エイゾウに特注した剣を持ってからはさらに剣さばきの速さを上げ、二つ名は「迅雷」になった。
強い相手との戦いを好み、何かとエイゾウと手合わせしようとする。特に、ニルダとの初戦ではすでに二つ名が“迅雷”になっていたこともあり圧勝で、敵将のニルダの命を奪える状況だったがその強さを認めて剣を収め、あえてエイゾウ工房の情報を与えた上で逃がした（エイゾウ作の特注モデルの得物を持ったニルダとの再戦を望んだ）。
ニルダ戦の後、帝国の革命騒動に巻き込まれて帝国側に拉致されるが、実父のメンツェル侯爵の懇願を受けたマリウス・カミロ・エイゾウらによって救出される。拉致中は足枷をつけられて倉庫の奥に転がされ、食事もわずかな麦粥程度しか与えられなかったため衰弱・憔悴していたが、身を隠しつつ心身の回復を図るためにエイゾウ宅に身を寄せることになった。滞在期間がわからないことと、元々知らない仲ではないので、この時点でエイゾウに家族の一員として認められた。
帝国からの脱出に当たり、監禁されていた倉庫からエイゾウに“お姫様抱っこ”で運び出され、さらに帝国の門番に怪しまれないためにエイゾウと夫婦という設定を演じたことによりエイゾウに対する恋心を自覚し、密かに想いを寄せている。
エイゾウ宅では、鍛冶の手伝い・狩り・増築作業・街への往復時の護衛・クルルやルーシーの遊び相手・毎夕のディアナの剣術稽古の相手など、その体力や剣術を活かした作業をしている。
特注品のショートソードは拉致された際に奪われてしまったため、エイゾウはたまたま手元にあったアポイタカラを芯に使って新しくショートソードを造った。全鋼製の剣より軽く、刃と稲妻の模様はアポイタカラが見えるため青く光り、迅雷の名にふさわしい業物となっている。
帝国皇帝直々に「ヘレンの捜索はやめる」との布告がなされ、王国内からそれらしき者たち数名が帝国へ帰国したことが確認されたので、身を隠す必要はなくなった。すでに心身の回復も十分で、すぐにでも傭兵稼業に戻れたが、各勢力間のいざこざが減り傭兵の需要も減っていることと、エイゾウ宅を「帰れる家」と決めている上に、エイゾウ宅でいろんな作業をしながらの生活が気に入っているので、そのまま滞在を続けている。
身を隠す必要がなくなったので、傭兵仲間に無事を知らせるべく都へ行くことになり、拉致された際に奪われた鎧の代替品の製作をエイゾウに依頼する。快諾したエイゾウは雷光をイメージした鮮やかな青色の鎧を製作、それを着用して1人で数日間都に出かけた。
都で入手した希少金属のヒヒイロカネを土産物として持ち帰り、エイゾウを喜ばせた。
外見や言動に反して、ディアナ以上の可愛いもの好き。毎日のように、クルルとルーシーの遊び相手になっている。また、凄腕の傭兵という戦闘のプロであることからエイゾウ一家の戦闘参謀の役割を担い、リュイサの依頼による魔物退治での戦術立案と事前訓練を行い、エイゾウ宅の防衛計画を主導している。
アンネマリー・クリスティーン・ヴィースナー
通称「アンネ」。帝国の第七皇女。母親が巨人族のハーフで、そのため2m近い長身。タレ目が特徴。
皇帝用の剣の製作を依頼にエイゾウ工房を訪れたが、「本人が1人で来る」というのが特注品製作の条件と断られたため、自分用の両手剣を依頼した。
工房に来た時、ヘレンが拉致された時に奪われたショートソード2本を持参していて、それを目にしたヘレンが斬りかかりかけたが、エイゾウたちに抑えられた。
武器製作の依頼は“ついで”で、真の目的はヘレンの剣を作れる腕前を持つエイゾウを帝国に招聘する（帝国領内に移住させる）ことだった。魔力が満ちる黒の森から離れることができないエイゾウには当然ながら断られ、目的を果たせず帰国しようとしたが、黒の森を出ようとしたところで帝国の革命派（帝国伯爵）と手を結んだ王国の非主流派（男爵）の手の者の襲撃を受ける。エイゾウの助太刀で撃退したが、革命派が潰されるまで身を隠すことになり、エイゾウ宅での同居が決まる。
帝室と王国の主流派（メンツェル侯爵とエイムール伯爵）との間で一応の講和が成されて帝国に帰るはずだったが、皇帝本人が出席した講和会議の席で（二国間の問題が完全に解消するまで）皇帝自身から王国に残るよう言い渡され、人質の名目で引き続きエイゾウ宅で預かることとなり、エイゾウも家族として受け入れることになった。
エイゾウ一家の一員となってからは、体格と体力を活かして鍛冶の手伝い・狩り・増築作業・毎夕のディアナの剣術稽古の相手など、ヘレンと同様の作業をしている。
朝には弱く、起きるのも一番遅い。また本調子になるのも時間がかかり、家族が作業を始めて少しした頃にようやくふだんの動きになる。
エイゾウは家族として受け入れる前も後も、「アンネはヘレンを擁護する自分たちに対する、帝国の刺客ではないか」という疑いを拭えず、内心で警戒を続けていた。しかし、“皇女アンネマリーではなく、アンネという一人の女性”の表情を見せるようになり、さらに「帝国に帰るより、エイゾウ一家の一員としての生活の方がいい」という意思がはっきりと見え、当初こそ険悪になりかけたヘレンとも共に剣術を高め合える関係を築いたことで、エイゾウの警戒は杞憂に終わった。
クルル
メスの走竜。エイゾウがカミロに荷車の牽引用として馬を発注したところ、黒の森を通るなら馬よりも適していると判断したカミロが仕入れて来て、エイゾウが買い取った。
希少性もあり馬よりかなり値が張るのだが、カミロはエイゾウを何度も厄介ごとに巻き込んでいることを気にしていて、正規ルートで仕入れたのだが「帝国の没落貴族が処分に困っていた走竜を安く買い受けて来た」と言って、格安でエイゾウに売り渡した。
エイゾウ宅では黒の森の魔力を摂取しているため、経口での摂食はわずか。通常は、小さめの肉片や庭の草を食べている。名前は、「クルルルル」という鳴き声からサーミャがつけた。
巨体だが、美しいエメラルドグリーンの体表に愛らしいつぶらな瞳で、可愛いもの好きなディアナやヘレンに気に入られた。人間の言葉を理解できる程度には賢く、指示通りに動き、言いつけはきちんと守る。
エイゾウ宅では、街への往復時などの荷車牽き、毎朝の水汲みやサーミャたちが狩った獲物の運搬、建築作業の手伝いなどの力仕事で大いに役立っている。往復だけで6時間かかり1日仕事だった納品が、往復3時間ほどになって半日で済むようになった。
力仕事が好きで、荷車牽きでは荷物が重いほど、また距離が長いほど元気が出る。毎朝の水汲みでも、大きな水瓶を首から提げて運ぶ。エイゾウ宅の建築作業でも、重い資材の運搬や柱立て、屋根板など高所への持ち上げといった力仕事を喜んで手伝う。
エイゾウの家には入れないので、庭に三方を囲われた小屋を作ってもらい、夜はそこで寝る。
エイゾウ一家の一員ということに幸せと喜びを感じているようだが、一家のふだんの食事の場である居間に入れないため、テラスや森の中でエイゾウたちの食事に同席できる時には嬉しそうな様子を見せる。また、エイゾウ宅内や鍛冶工房内などで特に大きな音や声がした場合には、心配してすぐに駆けつける。
ルーシー
森狼の仔。性別はメスで、名づけ親はリディ。
母娘で群れから離れていたところを大黒熊に襲われ、母親を失ったところで採集を兼ねた休日のピクニックで森に入っていたエイゾウ一家と出会い、保護された。
クルルと同様に賢く、人間の言葉を理解できる。一家の面々にも懐いていて、狼というより愛玩犬のように扱われている。クルルと同じく、ディアナのお気に入り。
エイゾウ宅に来て間もなく、魔物化していることが判明する。と言っても洞窟などに溜まる“澱んだ”魔力によるものではなく、黒の森に集まる“普通の”魔力によるものなので、凶暴化するのではなく“元の性質が強化される”方向に変化し、ルーシーの場合はより賢く、また体格も大きくなると予想されている。実際、保護された当初はディアナが軽く抱き上げられ、荷車にも飛び乗れないほどだったが、数か月の間にかなり大きく育ち荷車に軽く飛び乗れるようになり、ディアナが「重くなって抱き上げるのが大変」とぼやくほどになった。リディによると、クルルと同じぐらいまで大きくなる可能性があるという。エイゾウは、狩りの時に樹鹿や猪といった大きな獲物を単独で捕らえるほどの、猟犬ならぬ“猟狼”になるのではと期待している。
早朝の水汲みに同行するのが日課で、当初はエイゾウとクルルについて行くだけだったが、少し成長してからは小さな壺に紐をつけたものを口にくわえて、わずかだが水を運ぶようになった。食事は家の食堂で家族と一緒に食べるが、晴れの日の日中は狩りや街への納品に同行したり庭でクルルや手空きの家族と過ごし、夜はクルルの小屋で一緒に寝る。家の中では居間の片隅がお気に入りで、雨の日はそこか、クルルの小屋にいることが多い。専用の小屋は、用意されていない。鳴き声は「ワンワン」だが、早朝など大声を出すべきではない時は「わふ」と小声になる。
ハヤテ
カレンが連れて来た伝書竜。メス。
カミロの店に常駐しているアラシとペアで、エイゾウからカミロへの急ぎの連絡手段となっているが、その任務はほとんどなく、ルーシーと同様に可愛がられている。朝は水汲みに同行するが、クルルの背に乗っているだけで、水を運んだりはしない。夜はクルルの小屋で一緒に寝る。
マリベル
炎の精霊。初めての冬の始まりの頃に、工房の火床から出現した。炎を身にまとっているが、ふだんは熱くない。夜はクルルの小屋で一緒に寝る。一人称は「ボク」。
工房で魔力をふんだんに使った作業を繰り返していたことと、毎朝に家族揃って神棚に礼拝していたことで生まれた。
出現の数日後、リュイサから「しばらく、私に預けてほしい。それが、マリベルにもエイゾウ一家のためにもなる」と言われ、マリベル自身が望んだこともあり、春が来る頃まで工房を離れた。
はるかな昔から何度も生まれ変わりを繰り返し、その記憶も残っている。オリハルコンの加工に必須の、純粋な魔力だけによる“魔法の炎”を出すことができ、600年前にいたという伝説の鍛冶師ドン・ドルゴに力を貸したこともある。

#### その他の黒の森の住人
サーミャの仲間である獣人族のほか、妖精族や様々な精霊たちが暮らしている。獣人族は狩猟と採集、妖精族や精霊は魔力の摂取で生きている。
リュイサ
“黒の森”の主で、樹木精霊（ドライアド）。“大地の竜”の一部。
初めてエイゾウ一家の前に現れた時こそ森の主として荘重な口調だったが、その様子をジゼルに笑われた上に「ここの皆さんには、気さくに接して構わない」と聞き、それ以後に現れる時は「どうも〜」と、ご近所のお姉さんといった感じでやって来る。エイゾウは“くん”づけ、一家の女性陣や妖精たちは“ちゃん”づけで呼ぶ。
エイゾウが転生者であることを知っている。また、エイゾウ一家が黒の森の最強戦力であると認定する。
森の洞窟で魔物の邪鬼（トロル）が発生したため、その討伐を「最強戦力」であるエイゾウ一家に依頼する。討伐を成功させたエイゾウ一家には“黒の守り人”の称号を授与し、報酬としてエイゾウ宅近くの温泉源の場所を教える。
エイゾウ宅に温泉浴場が完成してからは、高頻度で入浴に来る。また、妖精たちに「転生前の世界の知識」を伝授するよう、エイゾウに依頼する。
ジゼル
妖精族の女性で、黒の森に住む妖精族の長。黒の森の“管理人”の役割を担っている。
身体から魔力が抜ける妖精の奇病の治療法（特に濃い魔力が必要）を求めて、メギスチウムを硬化させるために魔力炉を使った作業をしていた（濃い魔力が集まっていた）エイゾウ工房を訪れた。
作業中にできる魔宝石が数分で消えてしまうと聞き失望するが、エイゾウから「病人を連れて来ればいつでもすぐに魔宝石を作って渡す」という約束をもらい、代わりにメギスチウムの指輪に祝福を授ける。
リージャ
魔力が抜ける奇病に罹った妖精。そのままでは緩慢な死を待つしかなかったが、容態が急変したためエイゾウがジゼルと交わした約束によりエイゾウ工房に運び込まれ、大急ぎで作られた魔宝石で命を取り留めた。その後数日間、様子見でエイゾウ宅に滞在した。滞在中の納品に同行し、カミロに姿を見せた。
滞在が終わり森に帰る時、エイゾウから妖精族との友好の証として、ジゼルの分も含めて特製のナイフ（高級モデルの、かなりいいもの）をもらった。
ディーピカ
病気のリージャをエイゾウ工房まで運んだ妖精。リージャから病気感染の恐れがあったため、数日間エイゾウ宅に滞在した。リージャとともに、滞在中の納品に同行した。
リージャと同じく、森に帰る時に特製のナイフをもらった。
妖精の鍛冶屋
本名不明。非常に面倒くさがりな性格で、本業の鍛冶作業も最低限しかやらないという。
リュイサの依頼（と言うか命令）で、エイゾウ一家に贈る“黒の守り人”を示す徽章を作った。これは珍しく本気で頑張ったらしく、エイゾウ一家はジゼルから「捨てたり売り払ったりはしないでほしい」と言われている。
ラティファ
エイゾウたちが、森の中で出会った精霊。樹木精霊の見習いレベルで、本人は「木の精霊」と自称している。その名にふさわしく、瞳も髪も服も緑色。
王国の非主流派と帝国の革命派、北方の有力者など、エイゾウ一家に対する脅威が具体的になって来たため、自宅からの避難経路を確認すべく一家で森の探索をしていたエイゾウたちの前に現れた。
“黒の守り人”であるエイゾウ一家に、魔物化しつつある樹木の対処を依頼する。
非常に腰が低く、エイゾウたちに声をかけた時はおずおずと、さらにペコペコと頭を下げ、また依頼を言う時も訥々とした口調だった。

### 街の住人

#### カミロの店の人々
カミロ
街の“壁外”で大きな店を構える商人。元は行商人で各地に様々な伝手を持ち、それを基盤に街に店を持った。仕入れ・販売ともに手広く、扱う商品も多い。
大商人らしく、恰幅がよい身体に立派な口ひげをたくわえる。商人としてのセンスは抜群で、金勘定はシビア。その一方で、損得抜きで人間関係を重視する人情的なところもあり、マリウスやエイゾウをはじめ多くの人々の信頼と信用を得ている。幅広い人脈を持ち、そこから得られる各地の情報にも詳しい。
長く行商をして来た中で様々な種族と出会った経験を持つが、妖精族とは直接会ったことはなく、エイゾウが納品時にリージャとディーピカを連れて来た時は、驚愕のあまりしばらく言葉が出なかった。
商談などの会話中、迷った時は口ひげをいじる癖がある。
エイゾウの依頼で仕入れている資材（鉄石や炭）はエイゾウから卸される製品の質に直結することもあり、かなり質の高いものを選んでいる。
マリウスとは衛兵と行商人の頃から面識があり、エイゾウの製品もマリウス経由で知った。マリウスが伯爵位を継いでからは都に支店を置き、伯爵家の出入り商人として、また様々な懸案の相談相手としてもマリウスをサポートしている。
質のいいナイフや剣を卸してくれるエイゾウを失うことを強く懸念しており、できるだけエイゾウが面倒ごとに巻き込まれないようにしているが、領主であり自身もエイゾウも世話になっている友人のマリウス絡みではそうも行かず、お家騒動やヘレンの救出などエイゾウが巻き込まれてしまった場合には、商人である友人として可能な限りのサポートに努める。
エイゾウの要望（醤油や味噌の入手）で北方に、アンネの一件で帝国に、それらの勢いで共和国にも手を広げている。
番頭さん
本名不明。カミロの店に勤める従業員の男性。青年貴族のマリウスに匹敵するほどのイケメンで、笑顔やウインクが似合う。
エイゾウがカミロの店へ製品を納め、必需品を購入する際に対応してくれる。刃物や武器はもちろん、様々な物品の目利きができる。口数が少なく、カミロとは視線や雰囲気で意思疎通ができる。
丁稚さん
本名不明。納品に訪れたエイゾウがカミロと商談をしている間、店の裏庭でクルルとルーシー、ハヤテの世話（遊び相手）をしてくれる少年。毎回、エイゾウからお駄賃レベルのチップをもらっている。
フランツ
ヘレン救出作戦の時に、往復の御者を務めた男性。腕に覚えがあるようで、ただの御者ではない。
アラシ
カレンが連れて来た伝書竜。メス。
エイゾウ工房に常駐しているハヤテとペアで、カミロからエイゾウへの定期的（おおむね週に1回）および緊急時の連絡手段となっている。
ツジカゼ
伝書竜。エイムール伯爵邸に常駐しているマイカゼとペアで、カミロからマリウスへの連絡手段となっている。

#### その他の街の住人
キールステッド男爵
街の代官。先代のエイムール伯爵から代官職を拝命した。
白髪・白髭の老人だが、毅然とした雰囲気の人物。さすがに高齢なので引退を希望しているが、後継候補者のルロイが未熟ということで、マリウスに引き留められている。
衛兵
エイムール伯爵家の私兵で、街の門番や警備、街道の野盗狩りなど、街とその周辺の治安を維持する。マリウスやルロイが所属していた。
マリウスが購入したナイフをきっかけに、自由市に来るエイゾウからナイフや剣を購入した。
エイゾウが街を訪れ始めた頃はシンプルな短槍を装備していたが、マリウスが伯爵位を継ぎ領主となった後に、納品の往復で通る街道の平和を維持してくれていることに感謝したいと考えたエイゾウが、見た目でハッタリの効くハルバードを提案し、ほどなくエイゾウ工房製のハルバードを装備するようになった。
強面のオッさん
本名不明。街の入り口からカミロの店までの道沿いで露店を出している男性。無愛想だがエイゾウが連れて来るルーシーがお気に入りで、ルーシーを乗せたエイゾウの荷車が通りかかるといつも小さく手を振る。

### 都の住人

#### エイムール伯爵家
王国の伯爵家。初代が魔物討伐で武勲を挙げたことで伯爵位を得たと伝えられる「武家」。
エイゾウが初めて製品を売った自由市が立つ街を含む地域を、領地として治めている。メンツェル侯爵の配下で、王国の主流派に属する。
マリウス・アルバート・エイムール
現エイムール伯爵。23歳。先代エイムール伯爵の三男だが、次兄が家督相続を狙って起こしたお家騒動で先代と長兄が亡くなり、次兄は自らの手で成敗したため、唯一の嫡男となり家督を継いだ。
爵位を継いですぐ、リディの里からの依頼による魔物討伐を（エイゾウの助力で）成功させ、武家である伯爵家を継いだ気鋭の青年貴族として実績を挙げた。
見た目は金髪碧眼の優男といった印象だが、果敢に正義を貫く意志と行動力を備え、貴族としての資質や能力は十分。
エイゾウとの関係は、エイゾウが街の自由市で工房の製品を売ろうと初めて街を訪れた際に街の入口で衛兵（門番）をしていて、荷物チェックの際にエイゾウ工房の刃物の質に注目、エイゾウの出店を訪れてナイフを購入したことから始まった。エイゾウは、初期に製品を宣伝してくれたことと、カミロとの縁を作ってくれたことに深く感謝していて、マリウスからの依頼は可能な限り受けている。
三男坊とは言え伯爵家の人間が街で衛兵、それも隊長ではなく下っ端の門番をしていたのは、将来は街の代官になる予定で、街の実情を自身の目でよく見ておくようにという先代エイムール伯の意向によるものだった。
エイゾウの並外れた鍛冶技術は高く買っており、お家騒動を収めるためエイゾウに家宝の剣を超える切れ味・デザインの剣の製作を秘密裡に依頼。その剣こそが本物の家宝とすることで自身が正当な爵位継承者と主張、それが認められて伯爵位を継いだ。また、加工が困難と言われるメギスチウムを使用した結婚指輪の製作を依頼したり、魔物討伐の遠征で武器や防具の修理工として招いたりした。
お家騒動に関して秘密を共有することになったエイゾウやカミロとは対等な友人関係を結び、公の場以外ではタメ口で話す仲。ディアナからは「悪ガキ三人組」と呼ばれたりする。
お家騒動により1か月ほどの間に父と兄2人を失い、妹のディアナが唯一の血縁者となっている。幼少時から一緒に屋敷を抜け出したりイタズラをしたりと気が合っていたこともあり、伯爵位を継ぎ結婚した今もディアナを実妹として特に大切に思っている。そのため、王国で最も安全なエイゾウ宅の主にして、心から信頼できる友人のエイゾウにディアナを託した。
根っからのイタズラ好きで、親しい友人に害のないイタズラやサプライズを仕掛けては困惑したり驚いたりする顔を見るのが好き、という困った性癖がある。
ジュリー・デランジェール・エイムール
現エイムール伯爵夫人、つまりマリウスの妻。16歳。メンツェル侯爵の縁者であるデランジェール子爵の長女。この結婚で、マリウスは正式にメンツェル侯爵の縁戚となった。
本好きで、幼い頃からエイムール伯爵家が所蔵する本を読むため頻繁に訪れ、マリウスやディアナとは幼なじみだった。思春期以前からマリウスとは相思相愛で、政略結婚が多い貴族では極めて珍しい恋愛結婚。
エイゾウたちが連れて来たクルルとルーシーの愛らしさに心を奪われ、伯爵家でも走竜と犬を飼うよう、マリウスにねだっている。
カレル・エイムール
先代エイムール伯爵の次男で、マリウスやディアナの次兄。兄妹4人の中では唯一の妾腹の子だが、生後すぐに実母が亡くなったため、マリウスたちの実母である正妻が兄妹の1人として分け隔てなく育てた。
自身も妾腹とは知らずに育ち兄妹仲も良好だったが、動機は不明ながら伯爵位の奪取を決意し、お家騒動を起こす。しかし、その目論見はすべて失敗し、最後はマリウスに斬り捨てられて死亡した。
カレルの遺体は秘密裡にエイムール伯爵家の墓所に葬られたが、姿を消した理由を対外的にはメンツェル侯爵の承認のもとで「若く経験不足なまま伯爵位を継いだマリウス卿の補佐役になるため、身分を隠して王国内の各地や周辺諸国を巡り、見聞を広めている」とされ、お家騒動を起こしたあげくにマリウスに斬り捨てられて亡くなったという事実は完全に隠蔽されている。
先代エイムール伯爵
マリウスやディアナの実父。メンツェル侯爵より年齢が上で、侯爵とは親交があった。
魔物出現の報に、その討伐のため長男のリオンとともに出撃。これを最後の仕事として自らは勇退、リオンに爵位と家督を譲るつもりだったが、これは次男カレルの策略で、リオンともども魔物にやられて討ち死にという体で暗殺されてしまった。
リオン・エイムール
先代エイムール伯爵の長男で、マリウスやディアナの長兄。当然ながら爵位継承権1位だったが、カレルが起こしたお家騒動により、父親ともども暗殺されて命を落とした。
ボーマン
エイムール家の使用人頭。恰幅のいい紳士。エイゾウなど重要な客人が来た時には、先頭に立って応対する。
マティス
厩番の1人。ややのんびりした口調で話す。
カテリナ
使用人の女性。伯爵家の諜報員のような仕事をしているが、実は武闘派で危険な任務に就くこともある。可愛いもの好きで、ルーシーに会うとモフりまくる。
エイゾウとの出会いは魔物討伐の遠征の凱旋時で、成功報告と討伐隊の解散式が行われた都の公園からエイムール邸までの案内役を担当し、この時は名乗らなかった。次は帝国へのヘレン救出作戦の帰路、王国内に戻ったエイゾウたちを迎えに出た時で、ここで初めて名乗った。以降もエイゾウたちが都を訪れる時は大門の外まで迎えに現れてリケから御者を引き継ぎ、エイムール家の通行証で門番の検問を優先かつ一瞬で通れるよう便宜を図る。かなりの速度で走っている荷車に飛び乗り・飛び降りができる。
都のエイムール伯爵家が管理する地区の道が陥没、そこに遺跡が見つかったことでアネットとともに遺跡の間取り地図作成のための調査を担当、後のマリウスやルイ殿下による遺跡視察にも同行した。
マイカゼ
伝書竜。カタギリ家から、友誼のしるしとして贈られた。カミロの店に常駐しているツジカゼとペアで、マリウスからカミロへの連絡手段となっている。

#### その他の都の住人
グレゴール・ヴィルヘルム・メンツェル
先代エイムール伯と懇意であった王国侯爵。魔物討伐などで大活躍した武闘派で、威圧感を漂わせる。現国王を支持する主流派のトップで、大臣職を担う重鎮。都には本邸と別邸を持っている。
エイムール伯爵家のお家騒動にも関与し、国王に状況や解決の報告を行う立場になった。
エイゾウの戦闘力や胆力を見抜いていて、単なる鍛冶職人ではないと確信している。若いながらも貴族の品格を備えているマリウスに目をかけていて、エイゾウにはマリウスのサポート役を期待している。エイゾウ本人をかなり気に入っているようで、マリウスの結婚式では主賓級（新郎にとって亡父の親友、かつ新婦にとって親戚の小父さん、そして新郎新婦の結婚宣誓の承認役）なのに下座のエイゾウの隣に座り、エイゾウを大いに緊張・困惑させた。
卓越した鍛冶技術を持つエイゾウが北方へ帰ったり帝国などの他国に奪われることを懸念し、目の届く場所に置きたいと考えて万難を排する条件つきで都への招聘を提示したが、都では特注品の製作に必要な魔力がまったく足りないことと、“黒の守り人”の称号をもらい森の民であることを大切にしていること、何よりも王国を含めどこにも与しないことを重視するエイゾウには即答で断られた。
フレデリカ・シュルター
王国の下位貴族令嬢だが、ふだんは税関連の事務を務めている若い女性。魔物討伐で、補給隊付き文官としてエイゾウたちに同行した。小柄でちょこちょこと動き回るので、リスを思わせる小動物のような印象。
ルロイ・マクマホン
王国の下位貴族令息。街の衛兵としてマリウスの後を継いで門番を担当していたが、魔物討伐でマリウスの副官になる。エイムール家からは、街の次期代官にと期待されている。エイゾウとは衛兵時代からの知り合いで、タメ口で話す仲。
サンドロ
都で“金色牙の猪亭”という大きな食堂を営む店主。料理の腕前は卓越しており、美味い飯を素早く提供するので、食堂は人気を博している。豪快な人物で、周囲からは「おやっさん」と呼ばれ親しまれている。小柄ながら恰幅がよく、リケは初対面の時に「ドワーフ?」と思ったほど。
マリウスとは、マリウスが子どもの頃からのつき合い。魔物討伐の補給隊でコック長を担当し、エイゾウと知り合った。マリウスの結婚式でも料理人として呼ばれ、伯爵邸の厨房で腕を振るった。
義理人情に厚く、世話になった知人が来店すると食べ切れないほど大量の飯をタダで振る舞う。知人の帰り際には、必ず「また来いよ! 来ねえと承知しねぇぞ!」と怒鳴る。
妻と娘がおり、妻はサンドロの知人への大量無料サービスにいつも悩まされている。娘はウェイトレスとして食堂の手伝いをしているが、父親譲りで声が大きく、様々な客を相手にする必要もあり遠慮がなく肝が据わっている。エイゾウが一度家族で訪れた後、新たに家族になったアンネと2人で再訪した時は「あの鍛冶屋が、新しい嫁さん連れて来た!!」と大声でサンドロに報告し、エイゾウを呆れさせた。
マーティンとボリス
サンドロの部下たちの見習い料理人。サンドロとともに魔物討伐に参加、補給隊でエイゾウと知り合った。マーティンの方が長身で、料理の腕も上。
補給隊でエイゾウに研いでもらった包丁の切れ味に感激し、カミロが都に支店を開いてからはカミロ経由でエイゾウに包丁のメンテナンスを依頼するようになった。
来店したサンドロの知人が代金を払おうとすると、ボリスが無言でニヤリと笑い、マーティンが力こぶを見せる（このまま黙って帰れ、という意味）。
カレン・カタギリ
北方の“諸国連合”出身の、リザードマンの女性。
本人の話では、由緒ある騎士クラス（旗本）の家柄で領主からも重用される家系の生まれだが、家宝の刀を偶然目にし、自分もそんな刀を造ってみたいという思いが抑えられず、父親の知人の鍛冶師の元に内緒で通って腕を磨いていたが、それが父親にバレて大目玉。しかし、どうしても家宝に匹敵する刀を造りたいという思いを訴え、父から「北方以外の場所で自分の目にかなう物を造るなら」という条件で許しを得て、ちょうどカミロの店の者がエイゾウからの依頼で味噌やコメの買い付けに来ていたのを知り、王国で刀を打てる鍛冶師を知っているかもと思い話をしたら発注者のエイゾウが鍛冶師とわかり、実際にエイゾウ工房の製品を見て弟子入りを決め、王国のカミロの店までやって来た、とのこと。
この事情を聞いたエイゾウは、「しばらくの滞在」という条件で受け入れた。エイゾウに対しては、姉弟子に当たるリケの「親方」呼びは遠慮し、「師匠」と呼ぶ。
伝書鳩ならぬ伝書竜を2匹（ハヤテとアラシ）連れて来ており、工房とカミロの店の間での連絡手段として提供された。
エイゾウはカレンの話を完全に信じたわけではなく、「北方から逃れて王国に住みついたという自分を詳細に調べるのが目的」と疑っていた。そのため、北方からカレンの父と名乗る人物（実はカレンの伯父・カンザブロウ）がカレンを連れ戻すという名目でカミロの店まで来た時に直接問いただし、その目的があったことを認めた上で、エイゾウの腕がカタギリ家のものより上なら弟子入りしてその技術を身につけることも目的だったと判明する。カレンの伯父はそれを踏まえた上で改めてカレンの弟子入りを依頼するが、エイゾウは信頼が損なわれたとして断り、カレンを置いて帰宅した。その後、メンツェル侯爵やマリウスとカンザブロウが会談し、カレンは王国の都で鍛冶の修行を続け、月に1〜2回送る習作をエイゾウが顧問として評価し、それには十二分の報酬をエイゾウに支払う、また北方の者が侯爵やマリウスを通さずエイゾウに接触することは今後ない、そしていつか許可できる時が来たら改めてエイゾウに弟子入りということで話がまとまった。
ペトラ
ふだんは、都にあるエイムール家の鍛冶工房で働いている女性。力仕事の鍛冶をやっているだけあって、がっしりした体格。
マリウスが襲撃される暗殺未遂事件が2回起きたが、未遂で済んだのは指輪の災厄除けのおかげらしかった。貴重な指輪に注目が向くのを防ぐべく、カモフラージュとしてマリウスが身につける物の製作を依頼されたエイゾウは鎖帷子を作ることにしたが、黒の森のエイゾウ工房にも襲撃があり得ることを危惧したマリウスとカミロにより街に急遽用意された鍛冶場で製作することになり、その手伝いに呼ばれた。
マリウスはカレンを手伝いに向かわせようとしたが、カレンに「まだ、エイゾウの下には行けない」と固辞されたため、ペトラに白羽の矢が立った。
カレンとはエイムール家の鍛冶工房で何度か顔を合わせたことがあり、そこでカレンから何を聞いていたのか、エイゾウたちとの初対面ではガチガチに緊張していた。
アネット
王家直属の密偵で、諜報機関“黒ベールの目”の一員。。マリウスの結婚式の舞踏会で突然エイゾウをダンスに誘い、“顔つなぎ”をした。
都に出現した遺跡の最初の調査を担当、ルイ殿下による遺跡視察にも同行した。
ルイ・アレクサンドレ・アントワーヌ・ド・ヴァロア
現国王の末弟で、公爵位を持つ。エイムール伯爵邸での、帝国との会談に臨席した。
“黒ベールの目”という諜報機関の長を担当している。
都に出現した遺跡の視察を担当し、護衛役を請われたエイゾウ一家からエイゾウとヘレンが参加したが、その目的は遺跡視察よりも「エイゾウに直接会うこと」だった。実はエイゾウ工房の製品のファンで、侯爵やマリウス同様にエイゾウを失うことを懸念している。
マリウス以上にやんちゃな性格で、遺跡の視察では制止を無視して事前調査が行われていない第2層に突入、同行していたエイゾウたちを呆れさせた。
エイゾウには、製法が失伝しているという特殊なインクの製造を依頼し、その主原料であるカリオピウムを預ける。

### 帝国の人物
アレクセイ・サフィン・アンドレエフ・ヴィースナー
帝国皇帝。その地位を感じさせないフットワークの軽さで、使者でも構わない交渉のために自ら王国にやって来て、エイゾウと対面したほど。
種族を気にしない性格で、皇妃には様々な種族の女性を迎え、多くのハーフの皇子・皇女をもうけた。

### 北方の人物
カンザブロウ・カタギリ
カレンの伯父で、リザードマン。カミロの店までやって来てエイゾウと面会し、カレンをエイゾウ工房に行かせた理由を正直に認め、改めてカレンの弟子入りをエイゾウに依頼する。
ケンザブロウ・カタブチ
カンザブロウと同様にリザードマンで、カタギリ家の“お付きの者”。

### 魔界の人物
ニルダ
魔族の女性。銀髪と褐色の肌に尖った耳たぶというダークエルフを思わせる外見だが、左右のこめかみに1対のカールした角がある。また、左頬に魔界の文様らしきタトゥーを入れている。
日本刀スタイルの得物を愛用しているせいか、やや古風な口調で話す。
街道で「行き交う人を足止めし、何かを探しているようだがよくわからない」という、盗賊のようでそうではない謎の行動をしていた。この時は頭部を隠すフードを深くかぶった上、街道で出会った旅人や隊商には“物忘れの魔法”をかけてから解放していたので、顔はもちろん姿形や会話内容もはっきりしないという謎めいた状況が続いた。
探していたのは「太った猫のマークがある剣を作った鍛冶屋」、つまりエイゾウ工房の情報だった。その目的は、特注で剣を作ってもらうことだった。実は愛用の武器をヘレンとの対戦で壊されてしまい、その時にヘレンからエイゾウ工房の存在を聞いた。
街からの帰路だったエイゾウ一家に出会って工房の場所を教えてもらい、翌日に特注品製作の条件である「1人で工房まで来ること」をクリア、特注品の日本刀スタイルの長剣を作ってもらった。特注品の代金の一部として、魔界でもめったに出ないという澱んだ魔力が固まった魔宝石を、エイゾウに渡した。
刃を交え敗退した相手のヘレンに対して強いライバル意識を持っていて、特注で作ってもらった自分の剣に「但箭英造」の銘があり、ヘレンの剣には銘がないと聞き、目を輝かせて喜びを見せた。
魔法があまり得意ではなく、エイゾウ工房を訪れた時には“人除けの魔法”に少し悩まされた。
かなり口うるさい姉がいる。
魔界辺縁地域の偵察部隊隊長で、魔王とも直接の面識があるという。

### その他の人物
ドン・ドルゴ
ドワーフの鍛冶師。およそ600年前にあったという魔族と他種族の間の大戦の際に、魔族と戦う勇者にマリベルの助けを借りて（伝承では、神から力を授かって）オリハルコン製の巨大な剣（長さ2m、幅60cm）を打ったという伝説がある。その勇者の種族や性別は伝えられていないが、実際に会ったというマリベルの話によると、巨人族の女性で美人だったという。
リケは、エイゾウこそがドン・ドルゴを超える新たな「伝説」となる、と確信している。
大地の竜
はるか大昔に眠りについた、巨大なドラゴン。この世界の大地を構成し、大地の竜の上でこの世界は成り立っている、と信じられている。
この世界の神々はその後にやってきた移住者であり、世界の管理人に近い存在とされている。
ウォッチドッグ
「世界を見張るもの」と呼ばれる、謎の存在。多くの世界を渡り、その世界の様子を“観る”ことが仕事。
観たものは“記録”され、なかったことにはできない。
英造がいた世界で白猫の姿で観察をしていたが、交通事故に遭いかけたところを英造に救われる。しかし、代わりに英造が事故に遭って亡くなってしまい、その世界に穴が空いてしまった。自分のドジで非常にマズい事態を招いてしまったため、英造の魂を別の世界に送り、この世界には別の世界で英造と同じように亡くなった者の魂を入れることで文字通りの穴埋めをした。
英造の転生に当たり転生後の職業などの希望を聞き、それに合った優遇（チート）を与えた。
転生後のエイゾウは、可能ならば「動物を含めた同居人がすべて女性なのはなぜか」と「この世界で、俺は何を求められているのか」をウォッチドッグに問いただしたいと思っている。

### 黒の森の動物
狼や猪、熊といった肉食獣はもちろん樹鹿などの大型草食獣も危険で、それらはエイゾウ宅にとっては“天然の衛兵”となっている。
森狼
肉食獣では最も多い。通常は群れを作って生活している。他所の狼より賢く、無闇に強い相手を襲うようなことはない。
樹鹿（ツリーディア）
大型の鹿で、葉が茂った樹の枝のような角を持ち、これで灌木に擬態する。成長するとかなり大きくなり、肉は美味でエイゾウ一家の主要なたんぱく源となっている。また脚の腱は残しておき、弓の弦として活用する。
角鹿
通常の角を持つ鹿。数は少ないが気性が荒く、樹鹿より危険。
リス
サイズなどは普通だが体毛が緑色で、樹上では木の葉に紛れる保護色になっている。
草兎
耳が緑色で、草のようになっている。これにより草むらに擬態して身を隠し、天敵をやり過ごす。
木葉鳥（このはどり）
羽が樹木の葉のような鳥。肉は少ないが美味で、エイゾウ一家ではごちそうの1つ。
猪
樹鹿と並ぶ大型獣で、これもエイゾウ一家の主要なたんぱく源。動きが速く頭蓋骨が頑丈なので仕留めるのは困難だが、サーミャの弓の腕とエイゾウ作の鋭い矢じりの効果で、確実に仕留められている。
毛皮には苔か藻のようなものがついていて、全体に緑色。これで、森の下草に紛れる。
狸
本物の狸かは不明だが、姿が似ているので狸と呼ばれている。エイゾウが掘った温泉の排水池に他の動物たちと浸かるようになり、その姿で一家をほっこりさせている。
黒の森の生物らしく知性があり、ある個体が熱病に罹りエイゾウ一家の治療で健康を取り戻し森に帰った後、エイゾウ宅に貴重な薬草を届けるようになっている。エイゾウ一家が避難経路を確認すべく森を探索していた際、森の北部に到達した時に同一個体と思われる狸が出現、数日を共にしてルーシーに薬草の見分け方をレクチャーした。鳴き声は「ぷきゅう」。
虎
狸と同様に、温泉の排水池に他の動物たちと浸かりに来る。エイゾウたちは、トラブルを起こさない限り見守る方針。
大黒熊
森では最大級の肉食獣で、エイゾウ一家にとっては最も警戒すべき相手。
性格は凶暴で、獲物を見つけたら空腹でなくても襲いかかる。
特に大きな個体がサーミャに命に関わる深傷を負わせ、それと思われる個体はエイゾウが仕留めたが、今も熊の話になるとサーミャは傷跡を手で押さえてしまう。また、ルーシーの母を襲った個体は、ヘレンが斬り捨てた。サーミャを襲った個体は特に凶暴で、エイゾウは魔物化していたか、魔物化しかかっていたのではと疑っている。

## 用語

### 国家
いわゆる「剣と魔法」の世界で、文明は中世ヨーロッパのレベル。王国、帝国、共和国、連邦、さらに魔界がある。
種族による差別はほとんどなく、各国の街や都では様々な種族が行き交う。
側室を持つことが多い王侯貴族に限らず一夫多妻が一般的で、何人もの女性を連れ歩く姿を都や街で見せているエイゾウは、サンドロなどから複数の妻持ちと誤解されている。また、正しく理解しているはずの街の衛兵やカミロからも、時々「色男」などとからかわれている。

#### 王国
本作の主要な舞台。国王が治める。貴族制度があり、国内は貴族がそれぞれの領地を治めている。黒の森の東部を含む地域は、エイムール伯の領地。
黒の森
広大な森。サーミャによると、最も遠い端から端までは歩きづめで2週間、ゆっくり行くと3週間ほどかかるという。森狼や大黒熊といった肉食獣、また草食獣でも樹鹿のような大型獣が多く生息し、みだりに立ち入ると死の危険がある。木は常緑の広葉樹が多く日光が通りにくい上、多くの樹の樹皮が黒ずんでいるため、晴天の日中でも森の中は薄暗い。リディによると、本来は落葉性の木が、常緑になっているという。
魔力が集まる場所で、動植物ともに多少なりともその影響を受けている。
危険な場所なので領主による調査も行われず、獣人など森の住人に徴税などは行われていない。エイゾウも同様で、公式には「王国に、そのような人物はいない」ということになっている。
エイゾウの自宅と工房
黒の森の東部に存在する、エイゾウの住居と仕事場。エイゾウの転生に当たり、ウォッチドッグが用意した。街道までは森の中を徒歩で約2時間、最寄りの街までは街道に出てから徒歩でさらに約1時間かかる（クルルが牽く竜車なら、所要時間はこの半分になる）。黒の森自体が危険な上に、周辺を含めて“人避け”の魔法がかかっているので、簡単にはたどり着けない。また、魔力が集まっている黒の森の中でも、ひときわ魔力が濃い場所にある。そのため、「王国で最も安全な場所」とされ、姿を隠したい人物や保護すべき人物（ディアナ・ヘレン・アンネ）がやって来ることになった。
自宅住居
当初は書斎・寝室・食堂兼居間・台所・トイレの3Kだったが、寝室は重傷を負っていたサーミャをベッドに寝かせてからサーミャの個室になり、リケが来てからはサーミャとリケの2人部屋に、エイゾウは書斎を自室にしていた（夜の睡眠は椅子に座ったまま机に突っ伏すか、床に寝転がっていた）。しかし、「家族は各々個室を持つべし」というエイゾウの強い意向で増築をすることになり、まずサーミャとリケの個室となる2部屋を増築、合わせて寝室をエイゾウの個室とした。さらに書斎を客間に改装して特注品を依頼に来た客が泊まれるように、また同居が決まった者が個室の完成まで寝泊まりできるようにした。
その後も同居人の増加に合わせて個室の増築が繰り返され、さらに干し肉などの保存食や酒・鍛冶で使う資材などの備蓄用倉庫2棟（食品庫と資材庫）、クルルの小屋、屋根つきのテラス（本来は雨季の物干し用だが、屋外でクルルと共に食事をする機会などにも使用）、井戸、雨水を貯める貯水槽、温泉浴場などと、それらを結ぶ屋根つきの通路も造られ、今やちょっとした屋敷の様相を呈している。
個室の増築は、最初にサーミャ用とリケ用の2部屋を同時に造ってから、2部屋分ずつ増やすことが慣例になっている。これは「どうせエイゾウのことだから、また家族が増えるに決まっている」という、サーミャの言に基づいている。家族が増えるまでの空き部屋は、物置や予備の客間として活用されている。
庭には薬草や常食用の野菜、香辛料などを育てる畑、井戸が作られている。また、妖精族との交流が始まってからは、妖精やリュイサに知らせたいことを書いておく伝言板が設置されている。
リディによると、魔力が濃いために建物の付近には樹木が侵入せず短い草が生えるだけの空地が形成され、森の動物も近寄らず、また付近は地下水が豊富で、どこを掘っても水が湧くという。実際に井戸を1つ掘削し、鍛冶場での焼入れや刃研ぎなどの作業用、畑への灌水用および非常用の水源として利用している。
鍛冶工房
当初から、火と風の魔法に反応して作動する炉と火床、金床や万力、ヤットコ、大小の槌や鏨、ヤスリや砥石などの鍛冶作業に必要な道具類と、当面の鍛冶作業には十分な量の鉄石や木炭、鋳型用の粘土などの資材が用意されていた。
住居とは別の出入口があり、一方の扉を開閉すると他方で鳴子が鳴るようになっている。これにより、住居と工房のどちらにいても来客や家族の帰宅を知ることができる。
作業場所とはカウンターで仕切られた商談スペースがあり、工房の出入口と直結している。特注品の依頼者が製造作業を見学する場合、事故防止のためカウンター越しに見る形になる。
工房内は炉や火床の高熱により高温で乾燥した環境のため、塩もみした肉を吊して干し肉作りにも活用される。
さらに、鍛冶の作業場には必要との考えでエイゾウが神棚を設置、毎朝に家族揃って当日の作業（鍛冶・家事・狩り・建築など）の安全と無事を祈って二礼二拍手一礼の礼拝を行うようになった。当初は空っぽだったが、マリウスの依頼で参加した魔物討伐の往路に討伐成功と無事の帰還を願ってエイゾウが彫り、討伐中の鍛冶場で礼拝して討伐終了後に持ち帰った、木製の小さな女神像が置かれた。希少金属を入手した際には加工を始める前に神棚に供えて、加工作業の成功と無事を祈ることになっている。
様々な偶然により、通常の鍛冶工房では目にすることすらないような希少金属を扱う機会に恵まれ、ミスリルからアポイタカラ、メギスチウム、そしてついにはオリハルコンまで加工に成功した。また、未加工だがヒヒイロカネとアダマンタイトが工房内に保管されている。
エイゾウは工房名を特に考えていなかったが、リケがドワーフの習慣で工房名を家名のように名乗るので「親方の家名がタンヤなので、ここはタンヤ工房ですね」と言ったため、家名をなるべく表に出したくないエイゾウが「エイゾウ工房にしてくれ」と言ったことで、工房名は“エイゾウ工房”に決まった。
製品には、その品質により3つのモデル（クラス）がある。
- 汎用モデル（一般クラス）

ナイフなら、一般家庭の主婦から使える程度の切れ味と耐久性を備える。剣や槍なら初級の冒険者向き。価格もお手頃。
- 高級モデル（上級クラス）

プロの料理人や貴族の衛兵など、ある程度の訓練を受けたり経験を持つ者向け。価格もそれなりに張る。
大きく2種類あり、素材の性能を最大限に引き出しただけのものと、素材の性能は汎用モデル並だが魔力を多めに込めたものがある。
- 特注モデル（最上級クラス）

エイゾウがその能力を最大限まで発揮して製作する、完全受注生産品。並外れた切れ味と耐久性を持ち、刃物の扱いを十分に理解している者、冒険者で言えば剣豪や勇者と呼ばれる者向け。そのためエイゾウ自身による発注者の人物と力量の見定めと使用目的の確認を必要とし、「1人で黒の森を通り工房まで来る」ことが製作の条件となっている。ただし、貴族の家宝のように「実際に武器・刃物として使うことがほとんどない」場合、そもそも武器や刃物ではない場合（指輪など）、ミスリルやオリハルコンなど希少金属の加工依頼の場合は、発注者の素性や人格が信用できるとエイゾウが認めればその限りではない（マリウスからの製作依頼など）。価格は、依頼者の言い値。支払いは現金のほか、希少金属や宝石、エイゾウが求める情報などでもよい。
素材の性能を最大限に引き出し、さらに魔力も限界まで込めてある。
汎用モデルと高級モデルのナイフ・ショートソード・ロングソードは量産しており、通常はすべてをカミロの店に卸している。
特注モデルのナイフは発注がないこともあり、マリウスへの結婚祝い品と、一時的に家族になっていたカレンに渡した計2本を除き外へは出ていない。その意味でも「家族の証」となっている。
製品には、工房のシンボルマークである“座る太った猫”（通称「デブ猫印」）がどこかに彫られている。また日本刀スタイルの場合は、刀身に「但箭英造」の銘が彫られる。
荷車を1台所有しているが、これはカミロの店で初めて鍛冶用の資材（鉄石・木炭）を購入した時、当時の家族3人（エイゾウ・サーミャ・リケ）の人力では持ち帰れないところ、カミロが処分予定だった古い荷車を無料で譲ったもの。当初はエイゾウが牽いてリケが後押しをしていたが、速度向上のため走竜（クルル）を購入してからはクルルが牽く竜車となり、リケが御者を務めている。傷んでいた部分の補修と、リヤカーのような1軸2輪から荷馬車らしい2軸4輪への拡大改造（漫画版のみ、小説では最初から2軸4輪）と車軸への板バネ式サスペンション装備、御者台・同乗者用座席の追加、クルル用の牽き具の取り付けがされている。
温泉浴場
森の洞窟に発生した魔物の討伐を成功させたエイゾウ一家に依頼主のリュイサから報酬として教えられた温泉源を掘削、湧出した湯を利用する温浴施設。エイゾウ一家（カレンを含む）が建設した。浴場本体のほか、泉源から湯を導く樋、浴場への給湯を止めた時に温泉水を直接流す排水池、浴場からの排水を溜める排水池などの付帯設備で構成されている。
浴場本体は男女別で、男女それぞれの浴室と脱衣場に下足箱まで完備され、さながら銭湯の様相を呈している。男性用はエイゾウ1人用なので小規模だが、女性用は10人ほどが一度に入れるほど広く、家族の女性陣（クルル以外の娘たちも）が揃って入れる。交代制ではなく男女で分けたのは、特注品の依頼などで来訪した男性が使う時に不便がないようにとの配慮。
自宅からは西方に100mほど離れた、森の中に少し入った場所にあり、自宅からは屋根つきの通路が整備されてはいるが往復中に大型獣などの危険はあるため、リケなど戦闘力が弱い家族は必ず他の強い家族が同伴で行くことになっている。
リディによると、温泉水には非常に濃厚な魔力が含まれていて、その効果か湧出から多少時間が経っても湯温がほとんど下がらない。排水池も十分に温かく、泉源から直接流れ込む排水池には森の動物たちが浸かりに来る。動物たちの間で「ここで捕食などはしない」という共通認識があるのか、肉食獣と草食獣が同時に入浴する平和な光景が見られる。
温泉水に含まれる濃い魔力の効果で、不安定な魔宝石を流れる温泉水に浸しておけば、崩壊までの時間を大幅に延ばすことができる（数分→少なくとも数日）。
リュイサも気に入っているらしく、かなり高い頻度で入りに来る。
湖
エイゾウ宅からは徒歩で片道15分ほどかかる、大きな湖。
対岸が見えないほど大きく、湖底からの湧水があるので水質がよい。このためエイゾウ宅では当初から飲料水として湖水を利用し、悪天候時を除く毎日早朝に運動を兼ねてエイゾウが水汲みに訪れている。また、エイゾウは水汲みのついでに水浴びをして身体を清めている。
狩りの獲物の一時保管場所にも活用され、狩った後に内臓を抜いてから湖の岸近くに沈めておき、翌日に回収する。
洞窟
森の中に自然にできていた地下洞窟。入口は坑口のようなものではなく、地面の裂け目といった感じ。
澱んだ魔力が溜まり、邪鬼の魔物が発生したことがある。
街
エイムール伯爵家が統治する、大きな集落。エイゾウ宅から最も近い集落だが、徒歩の場合片道3時間はかかる。
歴史があり、本来は城壁に囲まれていたが、その周辺で商売を始めて住みつく者が増え、規模が拡大している。
黒の森を迂回する旅人や行商人は必ず立ち寄る場所にあり、それらの訪問者相手の商売で栄えている。
壁内
本来の街のエリアであった、城壁に囲まれた地域。代官の屋敷や富裕層の邸宅などがあり、閑静な高級住宅地といった雰囲気である。そのため、商店なども規制が多い。
出入りには旧来の城壁の門を通る必要があり、門番（衛兵）による厳しいチェックを受ける。
壁外
城壁の外側に人々が住みついて発展したエリア。壁内に比べて各種の規制が緩く、そのため「自由街」とも呼ばれる。
外との境界は城壁ではなく柵だが、出入りできる場所は決められている。出入りには壁内と同様に門番（衛兵）によるチェックがあるが、壁内との門ほどは厳しくない。エイゾウは最初のマリウスから門番と顔見知りを保ち、荷車はほぼ顔パスで通過できる。
自由市
おおむね週に1回の頻度で、丸一日開催される露店街。出店料を払えば誰でも終日露店を出すことができ、禁制品でなければ何でも売買することができる。店の場所は、早い者勝ち。
当初、エイゾウはほぼ毎週ここに出店してナイフや剣などの製品を販売し、マリウスをはじめ衛兵隊やカミロが購入して、その切れ味が口コミで評判になって売り上げを伸ばした。カミロが店を構えてからは特注品以外はすべてをそちらに卸すことになり、自由市での出店・販売はやめている。
カミロの店
カミロが経営する商店。エイゾウが自由市で製品の販売を始めて間もなく、開店した。
扱う商品が多岐にわたるため店の規模も大きく、エイゾウが初めて訪れた時には「業務スーパーみたい」との印象を持った。
エイゾウ工房の製品も扱い、店内では売れ筋のナイフや剣がエイゾウ工房のシンボルマークとともに見やすく展示販売されている。
誰でも入れる“売り場”の奥には、在庫品を保管しておく倉庫がある。倉庫は搬入出の荷車が乗り入れて積み卸しができる広さがあり、エイゾウが納品に来たら荷車のまま倉庫内まで入り、エイゾウがカミロと商談をしている間に店員が納品物を降ろして購入品を積み込む。
裏庭があり、かさばる商品の一時置きや、搬入出の荷車を牽く馬の休息などに使われる。エイゾウの納品時も、クルルやルーシーがここで待っている。
店の2Fには応接室があり、エイゾウが納品に訪れた時はそこでカミロと話をする。このため、エイゾウはその部屋を「商談室」と呼んでいる。
カミロが行商人の頃から愛用している荷馬車があるが、荷台の木箱には床板より深くなっている仕掛けがあり、検問で見られたくない品物や人の運搬に使われる。秘密裡に都へ行ったエイゾウや、エイゾウに内緒で森に戻ったディアナが、この箱の中に隠れて移動した。
都
王国の首都。二重の城壁を備える、大きな都市。エイゾウ宅からは街とは逆方向で、クルルが牽く竜車でも片道で半日ほどかかる。
外側の城壁にある出入口の門は高さ6mを超える巨大さで、「大門」と呼ばれている。これは王国と巨人族が和平を結んだ証として、巨人族の通行に支障がないようにしたものと伝えられるが、実際にはそこまで大きな巨人族はおらず、王国の力を誇示するためのもの、とも言われている。
内街
内側の城壁の中で、王宮など都の主要施設や貴族の館がある。
白銀宮
王族が、他国の要人と会談するための屋敷。白銀で装飾されていたり、建物が白銀色をしているわけではなく、立派な名称にすることで「迎えた相手に対し、厚遇しているという印象を与える」効果を持たせている。
エイムール伯爵邸
エイムール伯爵家が所有する私邸。武家らしく、調度類は簡素なものが多い。また隠し通路など、防衛のための仕組みもある。
メンツェル侯爵家別邸
メンツェル侯爵家が所有する別邸。他国の使者などを迎えたり、会談などを行う場として使用される。
外街
二重の城壁の間にある街。庶民の住居のほか、商店や宿屋などがある。
金色牙の猪亭
料理の美味さで人気の、大きな食堂。店主はサンドロ。

#### 帝国
王国と接している、皇帝が治める国家。王国と同様に、貴族制度がある。
王国より鉱山が多く、鉄石をはじめ各種金属の鉱石を産出する。

#### 北方
王国や帝国の北にある地域。海に面していて、連邦や諸国連合といったいくつかの国がある。
ヒヒイロカネやアポイタカラなど、希少金属の産地がある。
文化は武家社会時代の日本とそっくりで、エイゾウは北方出身と自称している。

#### 魔界
魔族が住む国。王国ほか人間の国とは対立しているが、600年前の大戦で勝負がつかず休戦となってからは、境界付近での小競り合いがある程度で大規模な戦闘などはなく、一応の平穏が保たれている。
「澱んだ魔力」が満ちており、しかも黒の森より魔力が濃い。魔界の奥へ行くほど魔力は濃くなり、魔物と魔族以外の種族が行けるのは境界付近の一部地域のみ。

### その他の用語
魔力
この世界の生物や物品に影響を与えるもの。魔法の発動に欠かせないほか、一部の生物（エルフ・魔族・妖精・精霊・ドラゴン・魔物など）には生存に必要とされる。妖精族は「エーテル」と呼んでいる。
鉱物に込めることができ、それにより硬化、質の向上などの変化が起きる。
鉄などの卑金属に込めた場合、時間の経過とともに少しずつ抜けて行く。ミスリルやアポイタカラなどの希少金属に込めた場合は、ほとんど抜けることはない。
種族や生来の能力、また訓練などで“視る”ことが可能になる。エイゾウは優遇（チート）により、キラキラ光る粒子として視ている。
ナイフや剣などに十分な量を込めると、魔力が視える者にはわかる美しい輝きを放つようになり、魔力自体が視えなくてもある程度の目利きができる者なら、その美しさを感じられる。
悪い影響を及ぼす「澱んだ魔力」とそうでない「通常の魔力」、またそれぞれに「濃さ」があり、それらにより影響の内容や度合いが変わる。
魔物
魔力から生まれた存在、または通常の生物が魔力の影響を受けて変化したもの。
魔力から生まれた存在は、洞窟などに溜まる「澱んだ魔力」から生じ、凶悪で災厄をもたらす。戦って傷つけても血などは出ず、澱んだ魔力がある洞窟内などでは周囲から魔力を取り込んで即座に回復するので、倒すのは非常に困難。回復以上に傷を与え続けて倒すと、本体を構成していた魔力がすべて霧散して、後には何も残らない。なおリディとマリベルによると、澱んだ魔力から生まれたものが魔物、通常の魔力から生まれたものが精霊になるらしい。
通常の生物が魔力の影響を受けて変化したものは、澱んだ魔力による場合は凶暴化することがあるが、通常の魔力による場合は元の性質が強化されるように変化し、森狼のように賢い動物はより賢く、大黒熊のように凶暴な動物はより凶暴になる。また、通常よりも体格が大きくなる傾向がある。戦って傷つけると出血し、即座には回復しない。倒すと、元の生物の身体がそのまま残る。
メギスチウム
本作オリジナルの希少金属。金色に輝くが、採掘・製錬された時点では粘土のように軟らかい。実用に耐える程度まで硬くするには大量の魔力を込めればよいのだが、鋼に魔力を込める時のように槌で直接叩いたのでは魔力が逃げて込められないのと、軟らかいため変形してしまい目的の形に仕上げることができない。これらの性質により加工は非常に困難で、実際に成功した例は極めて少ない。
エイゾウは、ディアナの着想（魔力を移す）をヒントに魔力炉を考案し、メギスチウムの加工に成功した。
カリオピウム
本作オリジナルの希少金属。特殊なインクの主原料だが、非常に堅いのでインクにするために粉砕することが極めて困難で、その加工方法が失伝していた。
エイゾウはルイ殿下の依頼により、カリオピウムの加工に挑み、竜の素材の力を借りて粉砕に成功する。
粉砕に成功したカリオピウムの粉末を水で溶き伸ばして、インクは完成した。ルイ殿下の依頼はここまでだが、製法が失伝していたインクの使用法（文字を消したり出したり）も知りたいと思ったエイゾウは引き続きインクの使い方も調査し、数日の試行錯誤で使い方の解明にも成功した。
竜の素材
とあるところから、カミロが一式をまとめて入手した。どれも柔らかいが、加工することで硬くなるという。
カミロは硬くするための加工法がわかればと、まず鱗をエイゾウに予告なく送りつけた。
エイゾウがカリオピウムの加工を依頼されたのとほぼ同じタイミングだったのは、まったくの偶然。
竜の鱗
竜の素材の一種。エイゾウに、最初に無償で提供されたもの。
ふにゃふにゃと柔らかく、エイゾウはいくつかに切り分けていろいろな実験をしていたが、そのうちの一片がたまたまカリオピウムにしばらく触れていて、その部分が変色していたので鎚で叩いてみたらわずかに変形したので、「カリオピウムを砕くには、胃液などの消化液のようなより強力な竜の素材を使えばよいのでは」と考え、カミロに他の竜の素材の譲渡を求めた。
竜の息吹
竜の素材の一種。竜のどの部位かは不明。小瓶に入った液体。
エイゾウが黒の森に持ち帰った直後から熱を持ち始め、魔力を吸収して熱を出すという性質があることが判明した。。
魔力を吸収するということは、漬け込んだ物の魔力を抜くのではと考えたエイゾウは、カリオピウムを漬け込んで魔力を抜き、粉砕に成功した。
お家騒動
エイムール伯爵家で勃発した、爵位継承に関する一連の騒動。次男のカレルが惹き起こした。
まず王国の辺境に魔物が出現したとの報が都に届き、先代エイムール伯爵と長男のリオンが討伐のため私兵を率いて出撃するが、出撃先で私兵ともども討ち死にしてしまう。この悲報に急遽都へ戻ったマリウスの調査で、遺体の傷が魔物の爪や牙ではなく剣や槍などの“刃物”によるものと判明し、父と長兄は討ち死にではなく暗殺されたものとマリウスは判断した。
長男が亡くなったため爵位と家督は次男のカレルが継ぐものと思われたが、ここでカレルが妾腹と判明し継承順位は嫡男の末弟マリウスが上位であることがわかる。魔物出現も実際には起きておらず、虚報だったことが発覚。暗殺の計画と実行の疑いが、カレルに向けられた。
立場が悪くなったカレルは家を出て姿をくらますが、その直後からマリウスを貶める怪文書や噂が流れ始め、都の市街地でマリウスやディアナが襲撃される事件も起き始める。マリウスは、自身に降りかかる火の粉は払えるが大切な妹を常時守ることはできず、信頼できるエイゾウにカミロ経由でディアナの保護を依頼することにし、手紙を持たせて街へ向かわせる。多少の行き違いがあったが、ディアナは何とかエイゾウの保護下に入ることができた。
一方で、エイムール伯爵家の家宝である長剣が盗まれていたことが判明する。状況から外部の者による盗難ではなく、カレルが持ち出したものと推定された。これは、家宝の剣を盗賊から奪い返したという体でカレルが帰還し、家宝が盗まれたのに手をこまねいていただけのマリウスではエイムール伯を継ぐにはふさわしくないとして爵位を奪い取ろうという策略であるのは明らかで、カレルから家宝の剣を奪い返す時間的猶予がない（早急に継承者が確定しなければエイムール家の伯爵位が剥奪されかねない）ため、マリウスはエイゾウに大至急で最上級の長剣を造ってもらい、それを本物の家宝の剣として、カレルが持ち戻った剣を偽物（儀式用の代用剣）としてしまう、大胆不敵な作戦を立てて実行する。
エイゾウが剣を完成させた翌日、先代の死去から時間が経ちエイムール伯爵位の継承について早急に明確にする任務を帯びたメンツェル侯爵が立ち会う場で、剣を持って帰還したカレルとマリウスが対峙する。マリウスは自らが持参した剣が国王より下賜された、強度と切れ味を兼ね備えた本物の家宝の剣であり、カレルが奪い返したという剣は儀式用の代用剣、つまりは偽物であると主張、それを裏づける先代エイムール伯が残したという文書（カミロが用意したもの）も示す。納得できないというカレルに、マリウスは「剣自体の比較」を提案し、一同は庭に出る。まずマリウスが持参した剣にメンツェル侯爵の私兵が槍で何度も切りつけるが傷一つつかず、ついには槍の穂先が折れてしまう。続けてカレルが持参した剣の番だが、新しい槍が用意される前にマリウスが持参の剣を手にして、カレルが持参した剣に切りつけて真っ二つに両断する。これによりマリウスが持参した剣こそが本物の家宝の剣であり、それは盗まれてはおらず、マリウスの行動には何の問題もなかったことが示された。
メンツェル侯爵は本来の爵位継承順位に則りマリウスがエイムール伯爵位の継承者と裁定するが、これまでの数々の目論見がすべて失敗し後がないカレルは逆上して手持ちの短剣でマリウスに斬りかかる。しかし、マリウスはまだ持参した長剣を手にしており、それでカレルは斬り捨てられた。
その直後、メンツェル侯爵はマリウスを“卿”と呼び、事切れたカレルを“賊”と吐き捨てて、正義と伯爵位の継承を明確にした。これにより、お家騒動は幕を下ろした。
メンツェル侯爵やマリウスは、この騒動はカレル個人の私利私欲に基づいた独断専行によるものではなく、黒幕（王国の非主流派）がカレルをそそのかしたものと疑っている。
家宝の剣
エイムール伯爵家の家宝とされ、代々の当主に伝えられている長剣。初代が叙爵された際に時の国王から下賜されたもので、当時国内最高の腕を持つと言われた鍛冶師に打たせたもの。その鍛冶師は普通の人間で特別な技術を持っていたわけではなく、剣はごく普通の鋼製で、エイゾウが全力で打った剣にはまったく及ばないものだった。
伯爵家のお家騒動で、マリウスにより本来の剣が偽物とされ、エイゾウが作った剣と入れ替わっている。
エイゾウが作った剣は都のエイムール家の鍛冶工房で秘密裡に作られたが、都では黒の森ほどの魔力がないため用意されていた板金だけでは高級モデル程度にしかならず、困ったエイゾウは手持ちの自分用の特注モデルのナイフを潰して板金と混ぜて打ち、切れ味など剣としての性能は特注モデル並に仕上げた。さらに伯爵家の家宝としての風格を持たせるため、刀身に優美な模様の彫刻を施し、鍔や柄頭にも細かい模様を入れ、鞘にも見た目に美しい装飾を施した。
自ら鍛冶工房を訪れ、完成直後の剣を手にしたマリウスが「綺麗な剣」と感嘆し、実際に振るって「今まで持ったことのある、どの剣よりも凄い」と評したほどの出来となっている。
マリウスは、お家騒動を正しい形で終わらせた立役者であり伯爵家の家宝にふさわしい立派な剣を造ってくれたエイゾウに心から感謝していて、お家騒動終息直後にはわずかな礼しかできなかったことを気にかけており、その後もエイゾウに報酬を出す機会には当該案件には不相応なほど多い報酬を「あの一件の礼」と称して渡している。
本来の剣はお家騒動収拾の過程でマリウスによりエイゾウが作った剣で刀身を両断され、表向きは“偽物”として処分されたことになっているが、初代エイムール伯爵が国王から下賜されて伯爵家に代々伝えられてきた由緒正しい剣はこちらであり、マリウスとしても安易に捨てるわけには行かなかった。とは言え、表向きは代用剣に過ぎないものをわざわざ修理して持ち続けるのもおかしなこと（新しい代用剣を用意すればよいだけ）になるので、密かにエイゾウに預けられ、修復された上でエイゾウ工房で厳重に保管されている。
結婚指輪
マリウス夫妻の結婚式のために作られたペアリング。希少金属のメギスチウムで作られ、エイゾウにより吉祥の紋様（紗綾型）が彫られている。
素材のメギスチウムは、メンツェル侯爵が入手したものの加工できず宝の持ち腐れ状態だったものを、結婚祝いとしてマリウスに贈ったもの。マリウスはエイゾウの卓越した鍛冶の腕前に期待し、指輪への加工を依頼した。
エイゾウ工房では魔力炉を考案して指輪を完成させたが、その過程で妖精のジゼルを呼び寄せることになり、奇病に罹った妖精の命を救う約束の謝礼として指輪には妖精の最上級の祝福が込められ、着用者には災厄除けの効果がある。実際に、結婚の数か月後にマリウスの暗殺を図った襲撃が都の街中で2回あったが、いずれも指輪の効果と思われる偶然のような幸運により、未遂に終わった。
この世界において「妖精の祝福」が込められたアイテムは極めて貴重なものとされ、結婚式の直前に控室でエイゾウからそのことを聞いたマリウスは突然新婦のジュリーを抱き上げて、全身で喜びと感謝を表現した。
カミロによると、メギスチウム製の指輪というだけでとんでもない価値があるが、さらに細かい紋様があり、妖精による祝福つきとなると値段のつけようがないとのことで、伯爵家の第2の家宝になるものと思われている。
マリウスはエイゾウに対する報酬と感謝として、希少金属の加工賃には不相応なほど大量の金貨と、エイゾウが未入手だったアダマンタイトを渡した。
守り刀
エイゾウ一家からマリウスへの結婚祝いの品として、エイゾウが製作して贈ったペアの短刀とナイフ。
ジュリーの短刀はいわゆる「匕首」だが、鞘に薔薇のレリーフが彫られ、その着色に用いた染料の材料集めにはエイゾウ一家全員が、また染料作りには家族に加えて森の妖精たちも協力し、エイゾウ一家と言うより黒の森からの結婚祝い品となっている。刀身は、特注モデルのレベルで造られている。
マリウスのナイフは特注モデル相当のものだが、刀身にジュリーの刀に合わせた薔薇の彫刻が入れられている。鞘には特徴がないが、これはマリウスが護身用として常時携帯できるよう、あえて目立たないようにしたもの。
黒の守り人
黒の森に出現した魔物（邪鬼）の討伐依頼を受けて成功を収めたエイゾウ一家の全員（クルルとルーシーを含む）に、森の主であるリュイサから授けられた称号。楯形の徽章も贈られ、それを着用していれば黒の森の精霊や妖精の協力を得られ、さらに他の森でも一目置かれるという。
称号を得てからの初任務は、ラティファの依頼による魔物化しつつあった樹木の討伐。
走竜
翼を持たないため飛べず、地上でのみ活動する大型爬虫類。大きなトカゲといった外見で、サイズは大きめの馬とほぼ同じ。爬虫類だが恒温で、身体に触れると温かい。
かなり薄まっているがドラゴンの血が混じっているので、「竜」と呼ばれる。
巨体を維持するため摂食量は多く、雑食性で何でも食べる。魔力の摂取でも活動が可能で、黒の森や魔界のような魔力が多い場所ではほとんど摂食しない。
魔界に生息する走竜は、気性が荒い。これは澱んだ魔力を摂取しているためと、エイゾウは推測している。
伝書竜
小型の鷹ぐらいのサイズの飛竜。前脚が翼状で、高速で飛行できる。鳴き声は「キュイッ」。
一度訪れた場所を記憶し、その場所へ一直線に飛んで行ける。このため、至急の通信（簡単な手紙や小さな物品を送る）に使える。通信文や物品は、伝書鳩と同様に脚に付けた円筒に入れる。
体力があり、また猛禽類に襲われることもないので、伝書鳩のように一度に複数を放つ必要がなく、1匹だけでほぼ確実に通信を届けることができる。
通信を届けた後は、返信の有無に関わらず発信元に戻る。
魔宝石
非常に濃い魔力が結晶状に固まったもの。宝石のような透明な固体の中に、炎のようなゆらめきが見える。
完全に固まり、いつまでも形をとったまま存在するものは、中の魔力を取り出すことはできない。
数分で崩れて消滅する不安定なものは、崩れる時に中の魔力を放出する。
魔力炉
メギスチウムに魔力を込める際、直接叩いたのでは軟らかいメギスチウムが変形してしまい望む形にできないため、直接叩かずに魔力を込めるために、ディアナの着想（魔力を移す）をヒントにエイゾウが編み出した手法。「炉」と称しているが、熱を使うわけではない。
限界まで魔力を込めた板金を3枚用意し、1枚に魔力を込める対象物が入るサイズの穴を開け、これを他の2枚で挟んだもの。この重ねた3枚を金床に乗せて、穴の真上の板金を槌で繰り返し叩くことで穴の中が高濃度の魔力で満たされ、中に入れた物に魔力を込めることができる。
非常に濃い魔力が狭い空間に集中するため、副産物として小さな魔宝石もできる。中に何も入れなくても魔宝石はでき、それは妖精の奇病の治療に必須なので、エイゾウ工房ではいつでも魔力炉を組めるように魔力を込めた板金を常備している。
新聞
エイゾウの依頼により、納品（エイゾウがカミロと顔を合わせる機会）がない週にカミロが作成してアラシがエイゾウ工房に届けている情報紙。おもに王国や帝国でのできごとがまとめられているが、たいていは「世はなべてこともなし」で、些末なことが書かれている程度。
当初は情報自体に関心があるエイゾウ・ディアナ・アンネが読んでいたが、後には文字を読む習慣がなかったサーミャ・ヘレン・マリベルを中心に一家の識字スキル向上のため、よく読まれるようになっている。

## 既刊一覧

### 小説
- たままる（原作）・キンタ（イラスト） 『鍛冶屋ではじめる異世界スローライフ』 KADOKAWA（エンターブレイン）、既刊12巻（2025年7月10日現在）
  1. 2019年12月10日発売[9]、ISBN 978-4-04-073412-5
  2. 2020年7月10日発売[10]、ISBN 978-4-04-073696-9
  3. 2020年10月10日発売[11]、ISBN 978-4-04-073826-0
  4. 2021年5月8日発売[12]、ISBN 978-4-04-074084-3
  5. 2021年11月10日発売[13]、ISBN 978-4-04-074303-5
  6. 2022年5月9日発売[14]、ISBN 978-4-04-074517-6
  7. 2022年12月9日発売[15][16]、ISBN 978-4-04-074791-0 / ISBN 978-4-04-074793-4（短編小説小冊子付き特装版）
  8. 2023年7月10日発売[17]、ISBN 978-4-04-075032-3
  9. 2024年1月10日発売[18][19]、ISBN 978-4-04-075291-4 / ISBN 978-4-04-075292-1（短編小説小冊子付き特装版）
  10. 2024年7月10日発売[20]、ISBN 978-4-04-075537-3
  11. 2025年1月10日発売[21][22]、ISBN 978-4-04-075758-2 / ISBN 978-4-04-075759-9（短編小説小冊子付き特装版）
  12. 2025年7月10日発売[23]、ISBN 978-4-04-075987-6

### 漫画
- たままる（原作）・キンタ（キャラクター原案）・日森よしの（作画） 『鍛冶屋ではじめる異世界スローライフ』 KADOKAWA〈電撃コミックスNEXT〉、既刊5巻（2024年12月10日現在）
  1. 2021年2月27日発売[24][25]、ISBN 978-4-04-913649-4
  2. 2021年9月27日発売[26]、ISBN 978-4-04-913975-4
  3. 2022年8月26日発売[27]、ISBN 978-4-04-914593-9
  4. 2023年9月27日発売[28]、ISBN 978-4-04-915282-1
  5. 2024年12月10日発売[7]、ISBN 978-4-04-916051-2

### ボイスドラマ
小説版第4巻発売記念として、ASMRボイスドラマ「鍛冶屋の一日」（サーミャ・リケ・ディアナ・リディが登場）がYouTubeのKADOKAWAanimeチャンネルにて2021年5月6日に無料公開。また2022年6月10日より「ディアナと過ごすASMR」がmimicleにて有料配信された。